# 33. korpus (Kopenska vojska ZDA)
Za druge 33. korpuse glejte 33. korpus.
33. korpus (izvirno angleško XXXIII Corps) je bil fantomski korpus Kopenske vojske Združenih držav Amerike.